# Sérgio Ricardo de Jesus Vertello
Sérgio Ricardo de Jesus Vertello (sinh ngày 19 tháng 9 năm 1975) là một cầu thủ bóng đá người Brasil.

## Sự nghiệp câu lạc bộ
Sérgio Ricardo de Jesus Vertello đã từng chơi cho Albirex Niigata và Avispa Fukuoka.